# Bisdom Ekwulobia
Het bisdom Ekwulobia (Latijn: Dioecesis Ekvulobianus) is een rooms-katholiek bisdom met als zetel de stad Ekwulobia in Nigeria. Hoofdkerk is de kathedraal St. Joseph. Het bisdom is suffragaan aan het aartsbisdom Onitsha.

## Geschiedenis
Het bisdom werd opgericht op 5 maart 2020, uit gebied van het bisdom Awka. 

## Parochies
In 2020 telde het bisdom 82 parochies. Het bisdom had in 2020 een oppervlakte van 676 km2 en telde 984.415 inwoners waarvan 61,2% rooms-katholiek was.

## Bisschoppen
- Peter Ebere Okpaleke (5 maart 2020 - heden)

Onitsha (aartsbisdom) · Abakaliki · Awgu · Awka · Ekwulobia · Enugu · Nnewi · Nsukka